# Trichina elongata
Trichina elongata är en tvåvingeart som beskrevs av Alexander Henry Haliday 1833. Trichina elongata ingår i släktet Trichina och familjen puckeldansflugor. Arten är reproducerande i Sverige. Inga underarter finns listade i Catalogue of Life.